# Лило и Стич
„Лило и Стич“ (на английски: Lilo & Stitch) е американски анимационен филм от 2002 г., продуциран от Уолт Дисни Фийчър Анимейшън и е разпространен от Уолт Дисни Пикчърс. Като 42-ият анимационен филм на Дисни, филмът е режисиран от Крис Сандърс и Дийн Деблоа, а озвучаващия състав се състои от Дейви Чейс и Крис Сандърс като едноименните герои, както и Тиа Карере, Дейвид Огдън Стиърс, Кевин Макдоналд, Винг Реймс, Джейсън Скот Лий и Кевин Майкъл Ричардсън. Той е също вторият филм от трите анимационни филма на Дисни (първият е „Мулан“, и е последван от „Братът на мечката“), които са продуцирани във флоридското анимационното студио Disney's Hollywood Studios (преди е озаглавен като Disney-MGM Studios по време на производството) във Walt Disney Studios, близо до Орландо, Флорида. „Лило и Стич“ е първият актьорския дебют на Сандърс, и последният пълнометражен филм на Лий до 2007 г.
Премиерата на филма се състои в театър „Ел Капитан“ на 16 юни 2002 г., и е официално пуснат по кината в световен мащаб на 21 юни 2002 г. Номиниран е за най-добър пълнометражен анимационен филм в 75-тата церемония на наградите „Оскар“. Филмът комбинира критичен и комерсиален успех, който го прави един от най-великите успехи на Дисни Анимейшън по време на пост-ренесансовата ера през 2000-те години, който става поредица и включва три издания, издадени директно на видео, който започва със „Стич: Филмът“, и три анимационни сериала „Лило и Стич: Сериалът“ и спин-оф сериалите „Стич!“ и „Стич и Ай“. Игрална адаптация на филма е в разработка.

## Озвучаващ състав
- Крис Сандърс – Стич (Експеримент 626)
- Дейви Чейс – Лило Пелекай
- Тиа Карере – Нани Пелекай, сестра на Лило
- Дейвид Огдън Стиърс – доктор Джамба Чокиба, луд учен и създател на Стич
- Кевин Макдоналд – агент Уенди Плийкли
- Винг Реймс – Кобра Бабълс
- Кевин Майкъл Ричардсън – Капитан Ганту
- Зоуи Колдуел – Великата съветничка
- Джейсън Скот Лий – Дейвид Кауена, гадже на Нани
- Миранда Пейдж Уолс – Миртъл Едмъндс, съученичка на Лило
- Кунеуа Мук – Моузес Пулоки, учител на Лило по хула.
- Ейми Хил – госпожа Хасагава, възрастна жена, която продава плодове.

## Награди и номинации
| Награда                              | Категория                                | Номиниран(и)                             | Резултат(и) |
| ------------------------------------ | ---------------------------------------- | ---------------------------------------- | ----------- |
| Награди на филмовата академия на САЩ | Най-добър пълнометражен анимационен филм | Най-добър пълнометражен анимационен филм | номинация   |

## В България
В България филмът е пуснат по кината на 20 септември 2002 г. от „Съни Филмс“.
На 26 март 2003 г. е издаден на VHS и DVD от „Александра Видео“.

### Синхронен дублаж
| Роля                | Изпълнител |
| ------------------- | --- |
| Стич                | Никола Колев |
| Лило                | Грета Михайлова |
| Нани                | Ралица Ковачева |
| Кобра Бабълс        | Димитър Герасимов |
| Джамба              | Георги Тодоров |
| Плийкли             | Анатолий Божинов |
| Дейвид              | Ангел Генов |
| Великата съветничка | Мария Каварджикова |
| Капитан Ганту       | Георги Иванов |
| Учител по хула      | Сава Пиперов |
| Други гласове       | Анна Петрова Елена Саръиванова Ива Апостолова Мария Найденова Ненчо Балабанов Поля Цветкова Станислав Димитров Стамен Янев Цвета Колева Василина Бянкова Василка Сугарева |

| Обработка                       | Александра Аудио                      |
| ------------------------------- | ------------------------------------- |
| Режисьор на дублажа             | Елена Саръиванова                     |
| Превод Творчески ръководител    | Венета Янкова                         |
| Тонрежисьори на записа          | Виктор Стоянов Петър Костов           |
| Продуцент на българската версия | Disney Character Voices International |

- Това е единствения озвучен филм на актрисата Мария Каварджикова.